# Phobetes striatus
Phobetes striatus là một loài tò vò trong họ Ichneumonidae.